# Сан Ђорђо ди Пезаро
Сан Ђорђо ди Пезаро (итал. San Giorgio di Pesaro) је насеље у Италији у округу Пезаро и Урбино, региону Марке.
Према процени из 2011. у насељу је живело 790 становника. Насеље се налази на надморској висини од 186 м.

## Становништво
| 1931. | 1936. | 1951. | 1961. | 1971. | 1981. | 1991. | 2001. | 2011. |
| ----- | ----- | ----- | ----- | ----- | ----- | ----- | ----- | ----- |
| 1.926 | 2.106 | 2.275 | 1.907 | 1.524 | 1.440 | 1.389 | 1.307 | 1.448 |